# Così sia - XXIV Tributo ad Augusto Daolio
Così sia - XXIV Tributo ad Augusto Daolio è un doppio album dal vivo del gruppo italiano pop rock Nomadi registrato a Novellara il 20 - 21 Febbraio 2016 durante il "XXIV Tributo ad Augusto Daolio".

## Tracce
- CD 1

1. Così sia (inedito)
2. Sangue al cuore
3. Aironi neri
4. Statale 17
5. Animante
6. Io come te
7. Auschwitz
8. Io voglio vivere
9. Il paese delle favole
10. Noi non ci saremo
11. Io vagabondo

- CD 2

1. Senza patria
2. Il fiore nero
3. Rubano le fate
4. Chiamami
5. Tutto vero
6. 20 de abril
7. Il vento tra le mani
8. Ho difeso il mio amore
9. L'uomo di Monaco
10. Utopia

## Formazione
- Cristiano Turato – voce, chitarra
- Beppe Carletti – tastiere
- Cico Falzone – chitarra
- Massimo Vecchi – basso, voce
- Daniele Campani – batteria
- Sergio Reggioli – violino, percussioni e voce

## Classifiche
| Classifica | Posizione |
| ---------- | --------- |
| Italia     | 7         |